# Seemann Kunstmappe

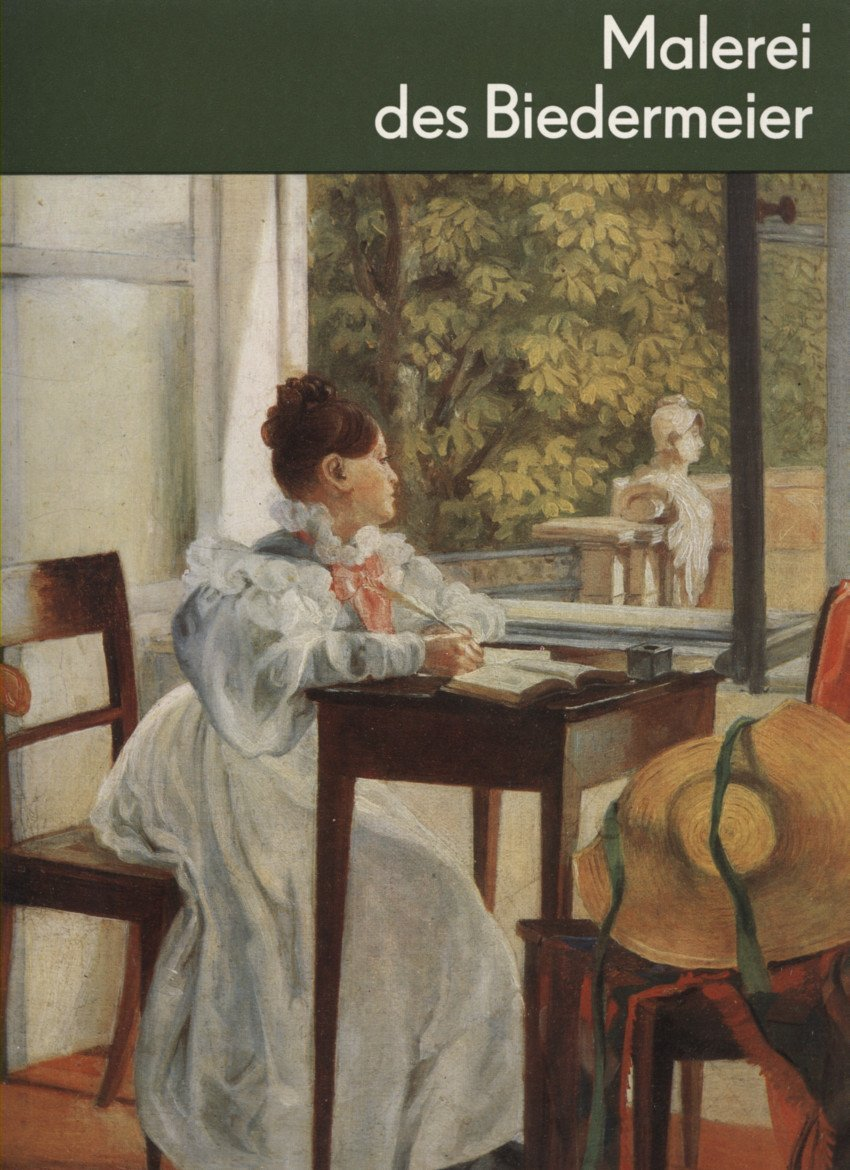
Willi Geismeier: Malerei des Biedermeier

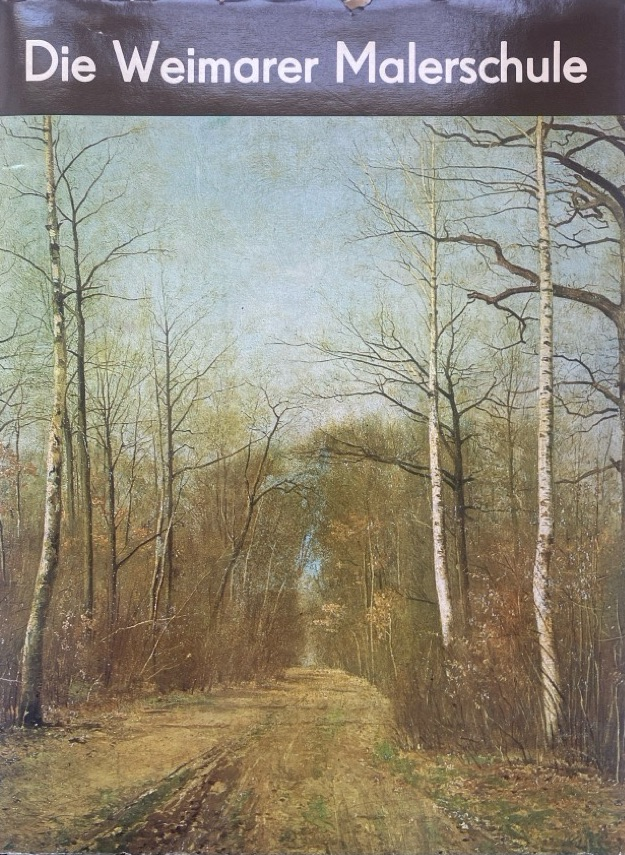
Horst Dauer: Die Weimarer Malerschule

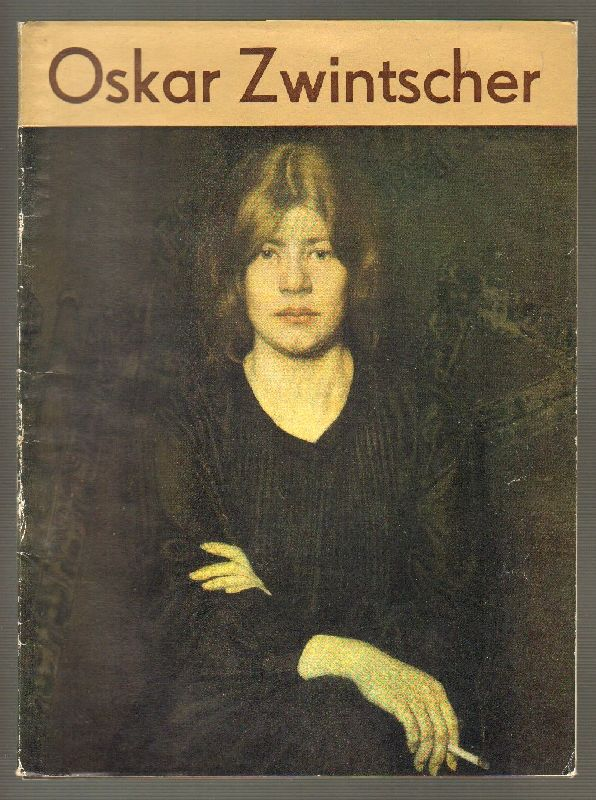
Joachim Uhlitzsch: Oskar Zwintscher

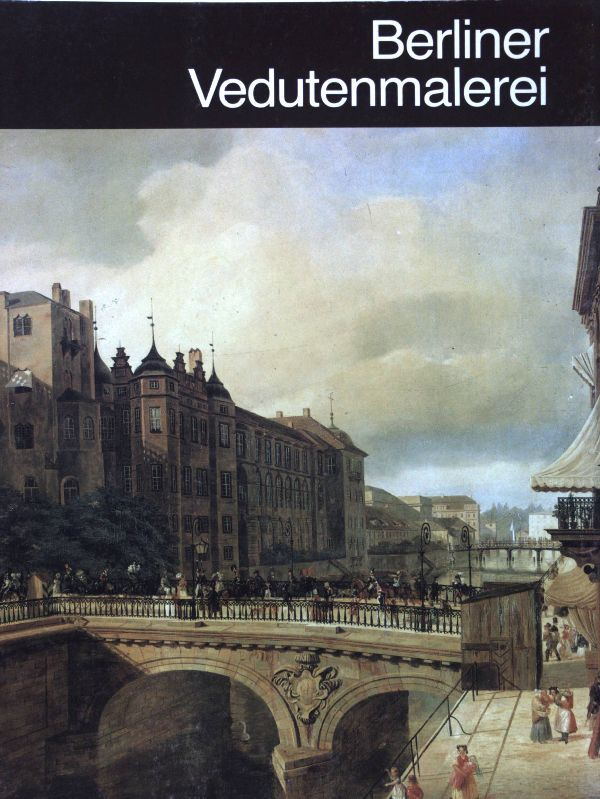
Ursula Cosmann: Berliner Vedutenmalerei

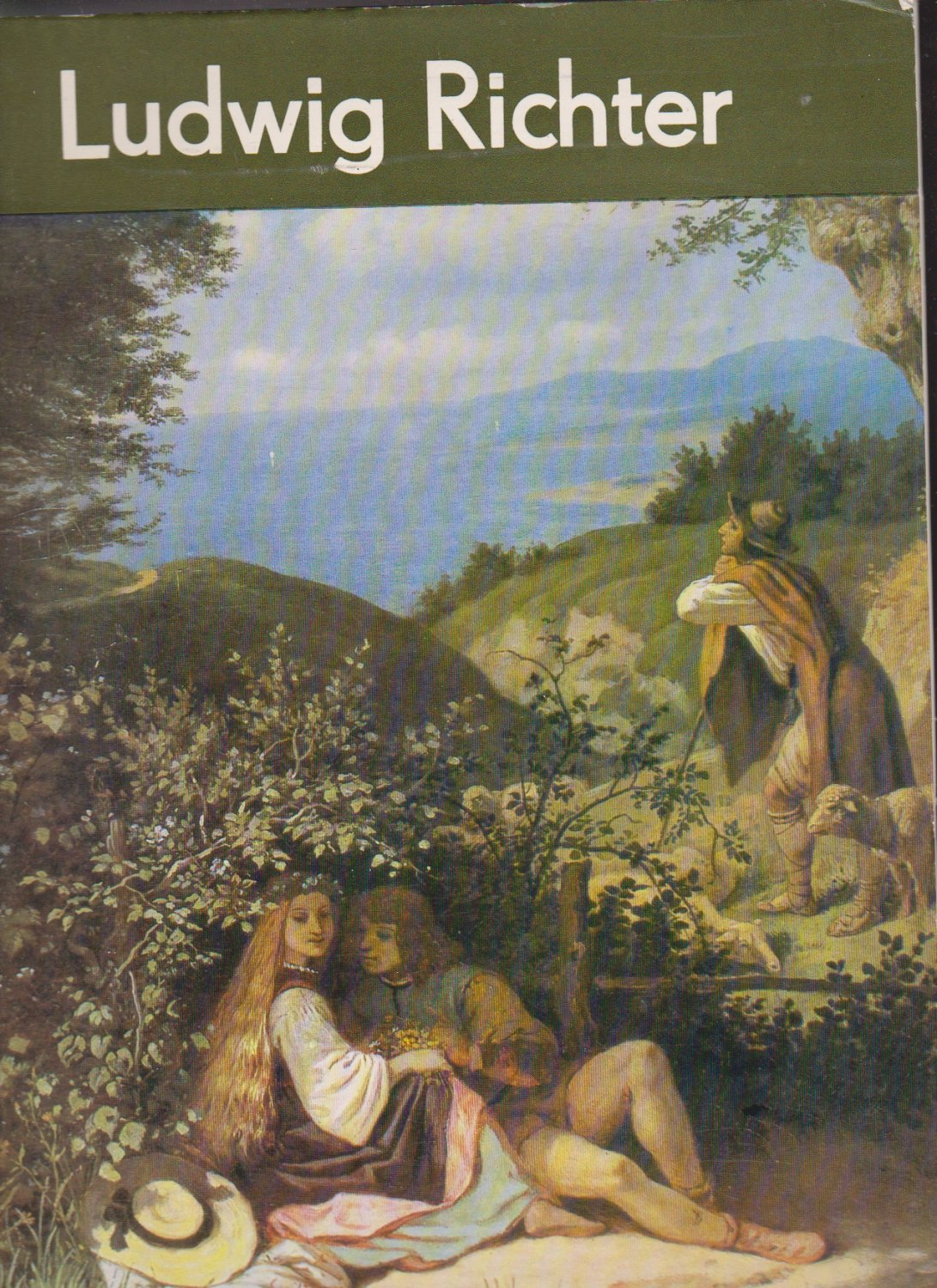
Gertraute Lippold: Ludwig Richter

Die Reihe Seemann Kunstmappe erschien von 1973 bis 1990 im Verlag E. A. Seemann in Leipzig in mehr als 60 Mappen, von denen Einzelne bis zu fünf Auflagen erreichten.
Die Kunstmappen boten in großformatigen Reproduktionen Sammlungen von Bildern verschiedenster Künstler, Epochen oder Themenbereichen. Zumeist handelte es sich um Zusammenstellungen von Gemälden, es konnten aber auch andere Bildbereiche wie Waffen, Uhren oder Keramikbilder in den Loseblattsammlungen präsentiert werden. Hinzu kam eine kurze, meist 16 – vor allem bei den ersten Ausgaben bis zu 20 – Seiten umfassende, Einführung eines Fachmannes oder einer Fachfrau. Die Mappen hatten den Preis von 10,50 Mark in der DDR und 15 D-Mark in der Bundesrepublik. Für Verhältnisse der DDR waren die farbigen Reproduktionen auf gutem, dicken Papier beziehungsweise dünnem Karton in den Maßen 32,5 × 24 cm von vergleichsweise hoher Qualität. Die Reihe ersetzt die zwischen 1921 und 1973 im selben Verlag erschienene Reihe Farbige Gemäldewiedergaben, die zuletzt fast genauso aufgebaut war. Andere Verlage wie der Verlag der Kunst brachten ähnliche Mappen heraus, die meist Bezug zu bestimmten Sammlungen hatten. Auch Museen und Sammlungen wie die Staatlichen Schlösser und Gärten Potsdam-Sanssouci veröffentlichen derartige Mappen. In der Bundesrepublik gab es in vergleichbarer Form etwa die zwischen 1966 und 1969 in 90 Mappen veröffentlichte Bastei-Galerie der grossen Maler. Während der wirtschaftlichen Schwierigkeiten des Verlages in der Wendezeit wurde die Reihe 1990 wie ein Großteil der Reihentitel der vormaligen DDR eingestellt.

## Ausgaben
1973
- Hans Liebau: Pierre-Auguste Renoir
  - 3. Auflage 1984
- Willi Geismeier: Malerei des Biedermeier
  - 2. Auflage 1977; 3. Auflage 1979; 4. Auflage 1986; 5. Auflage 1988

1974
- Johannes Jahn: Michelangelo – Die Sixtinische Decke
  - 2. Auflage 1981
- Hans Liebau: Vincent van Gogh
  - 3. Auflage 1986
- Günter Meißner: Werner Tübke

1975
- Ernst Ullmann: Leonardo da Vinci
- Horst Jähner: Kubanische Malerei
- Brigitta Zülicke: Holländische Malerei des 17. Jahrhunderts
  - 2. Auflage 1980; 3. Auflage 1984

1976
- Alexandra Schazkich: Sowjetische Malerei aus den Karpaten
- Friedrich Reichel: Bemaltes Porzellan
  - 2. Auflage 1977; 3. Auflage 1978
- Ernst Ullmann: Albrecht Dürer
  - 2. Auflage 1979; 3. Auflage 1982; 4. Auflage 1985; 5. Auflage 1988

1977
- Götz Eckardt: Malerei des Rokoko
  - 2. Auflage 1979; 3. Auflage 1986; 4. Auflage 1989
- Gert Claußnitzer: Malerei der Naiven
  - 2. Auflage 1981
- Irene Geismeier: Rembrandt Harmensz van Rijn
  - 3. Auflage 1985; 4. Auflage 1987; 5. Auflage 1989

1978
- Hans-Peter Schulz: Paul Fuhrmann
- Nikolai Kusmin und Tatjana Mawrina: Frühe russische Ikonen
- Roland März: Collagen in der Kunst der DDR
- Gisela Haase: Bildtapeten

1979
- Rudolf Zeitler: Dänische Malerei 1800 – 1850
  - 2. Auflage 1984
- Harald Marx: Altfranzösische Bildteppiche
- Walter Hertzsch: Giorgio Morandi

1980
- Ernst Ullmann: Lukas Cranach d[er] Ä[ltere]
- Margarita Chalaminskaja: Kirgisische Malerei
- Götz Eckardt: Flämische Malerei des 17. Jahrhunderts
  - 2. Auflage 1982
- Erhard Drachenberg: Farbige Glasfenster

1981
- Dieter Schaal, Fotos: Jürgen Karpinski: Verzierte Waffen
  - 2. Auflage 1985
- Yang Enlin: Japanische Farbholzschnitte
  - 2. Auflage 1986
- Hans Joachim Neidhardt: Ernst Ferdinand Oehme
  - 2. Auflage 1983; 3. Auflage 1986
- Michael Stuhr: Deutsche Malerei des Barock
  - 2. Auflage 1984; 3. Auflage 1987; 4. Auflage 1990

1982
- Hannelore Gärtner: Malerei der deutschen Frühromantik
  - 2. Auflage 1983; 3. Auflage 1987
- Elfriede Starke: Lukas Cranach d. Ä. – Die Zehn-Gebote-Tafel
  - 2. Auflage 1983
- Ursula Cosmann: Eduard Gaertner
- Gerhard König: Alte Uhren
- Ulrike Krenzlin: Francisco José de Goya y Lucientes
  - 2. Auflage 1983

1983
- Roland März: Malerei der Neuen Sachlichkeit
- Ullrich Kuhirt in Zusammenarbeit mit dem Zentralvorstand der Gesellschaft für Deutsch-Sowjetische Freundschaft, Berlin: Im Freundesland. Menschen und Land der Sowjetunion im Schaffen von Künstlern der DDR
- Horst Dauer: Die Weimarer Malerschule
  - 2. Auflage 1987
- Yang Enlin: Altchinesische Tuschmalerei

1984
- Helmut Steiner: Wandmalerei des 19. Jahrhunderts in der DDR
- Joachim Uhlitzsch: Oskar Zwintscher
- Gerald Heres, Fotos: Peter Garbe: Griechische Vasenmalerei
- Eva Mahn: Bildteppiche in der Kunst der DDR

1985
- Harald Marx: Stilleben als Augentäuschung, Trompe-l’œil
- Katharina Flügel: Schatzkunst des Mittelalters
- Ernst Ullmann: Raffaelo Santi
  - 2. Auflage 1988: Raffael
- Wolfgang Hütt: Malerei des deutschen Impressionismus

1986
- Ursula Cosmann: Berliner Vedutenmaler
- Helmut Scherf, Fotos: Gerhard Reinhold: Bäuerliche Keramik aus dem Werragebiet
- Yang Enlin: Altchinesisches Porzellan
- Andreas Hüneke: Adolf Senff

1987
- Anne Spitzer: Stickmustertücher
- Brunhilde Rothbauer: Pieter Bruegel d. Ä.
- Michael Stuhr: Hans Baldung Grien
- Nikolaus Zaske: Altdeutsche Malerei
  - 2. Auflage 1990

1988
- Karin Rührdanz: Türkische Miniaturmalerei
- Gertraute Lippold: Ludwig Richter
  - 2. Auflage 1990

1989
- Brunhilde Rothbauer: Deutsche Landschaftsmalerei des 19. Jahrhunderts
- Gerd-Helge Vogel: Adriaen van Ostade

1990
- Brunhilde Rothbauer: Johan Christian Dahl
- Yang Enlin: Andō Hiroshige